# Théâtre Feydeau
Théâtre Feydeau byl divadelní sál v Paříži, který se nacházel na adrese 19, rue Feydeau v dnešním 2. obvodu. Divadlo bylo slavnostně otevřeno v roce 1791 a uzavřeno v roce 1829 a uvádělo především italské nebo francouzské opery a komedie.

## Dějiny
Dne 26. ledna 1789 Léonard-Alexis Autié, kadeřník královny Marie-Antoinetty, a houslista Giovanni Viotti získali od krále Ludvíka XVI. privilegium uvádět repertoár francouzských a italských komických oper. Skupina se nazývala Théâtre de Monsieur (Monsieurovo divadlo) kvůli záštitě, kterou mu nabídl Monsieur, králův bratr, a usadila se v Salle des Machines paláce Tuileries. Prostory ale musela opustit 6. října 1789, když revolucionáři donutili krále i s jeho rodinou přesídlit ze zámku ve Versailles.
Jako kompenzace byly divadlu nabídnuty zahrady paláce Briçonnet v rue Feydeau s povolením postavit zde nový sál. Než byla stavba dokončena, soubor si pronajal místo na tržišti v Saint-Germain (10. ledna –31. prosince 1790), kde kdysi hrál Jean-Baptiste Nicolet.
Slavnostní otevření divadla na rue Feydeau se konalo dne 6. ledna 1791 stále pod názvem Théâtre de Monsieur.
Po neúspěšném útěku Ludvíka XVI. považovalo vedení za prozíravější přejmenovat divadlo 24. června 1791 na Théâtre français et italien de la rue Feydeau (Francouzské a italské divadlo na rue Feydeau) a vzápětí dne 29. června na Théâtre français et Opera-buffa (Francouzské divadlo a Opera-buffa). Uváděly se zde střídavě francouzské komické opery (Louis-Benoit Picard, Charles-Simon Favart, François Devienne aj.) a italské (Giovanni Paisiello aj.), ale královo uvěznění po 10. srpnu 1792 vedlo k uzavření sálu a zřeknutí se jeho zakladatelů.
Divadlo bylo znovu otevřeno po vyhlášení republiky. Ovšem bylo jako mnohá divadla během revoluce (zejména teroru) několikrát zasaženo zákazem představení.
Od 27. ledna 1795 zde vystupoval soubor Comédiens-Français z Théâtre de la Nation a poté přijal název Théâtre français de la rue Feydeau. Divadlo nově vedl Charles-Barnabé Sageret (1757-1803), který se snažil usmířit Comédiens-Français de la Nation s jejich bývalými kolegy, kteří se po rozdělení usadili v Salle Richelieu v listopadu 1789, v jejímž čele stál herec Talma. Společnost se 29. října 1798 přejmenovala na Théâtre Lyrique de la rue Feydeau a vedení převzal Louis-Benoit Picard (1769-1829).
Dne 16. září 1801 na příkaz prvního konzula Napoleona se soubor spojil s Opéra-Comique, která musela opustit zchátralý Salle Favart pod názvem Théâtre national de l'Opéra-Comique.
Dne 16. dubna 1829 bylo divadlo, které opět hrozilo zřícením, uzavřeno a definitivně zbouráno. Soubor se po krátkém působení v divadle Ventadour vrátil v roce 1840 do kompletně zrekonstruovaného Salle Favart.